# Vivir para siempre
Vivir para siempre —cuyo título original en inglés es Ways to Live Forever— es una película británica de 2010 dirigida por Gustavo Ron. La película se estrenó el 29 de octubre de 2010 en España. Fue protagonizada por Robbie Kay, Alex Etel, Ben Chaplin, Emilia Fox, Greta Scacchi y Ella Purnell. La película está basada en la novela homónima de la escritora Sally Nichols, publicada en 2008. 

## Reparto
- Robbie Kay - Sam McQueen
- Alex Etel - Felix
- Ben Chaplin - Daniel McQueen
- Emilia Fox - Amanda McQueen
- Eloise Barnes - Ella McQueen
- Phyllida Law - Abuela
- Greta Scacchi - Sra. Willis
- Natalia Tena - Annie
- Ella Purnell - Kaleigh

## Premios
66.ª edición de las Medallas del Círculo de Escritores Cinematográficos
| Categoría            | Persona             | Resultado |
| -------------------- | ------------------- | --------- |
| Mejor película       | Mejor película      | Nominada  |
| Mejor director       | Gustavo Ron         | Nominado  |
| Mejor guion adaptado | Gustavo Ron         | Ganador   |
| Mejor fotografía     | Miguel P. Gilaberte | Nominado  |
| Mejor montaje        | Juan Sánchez        | Nominado  |
| Mejor música         | César Benito        | Nominado  |